# JFA (Band)
JFA (Jodie Foster’s Army) ist eine US-amerikanische Hardcore- und Skate-Punk-Band, die 1981 im Bundesstaat Arizona gegründet wurde. Im Laufe der Bandgeschichte zogen alle Bandmitglieder in den Süden des Bundesstaates Kalifornien, da sie dort mehr Kontakt mit der Skate-Szene in den USA haben. Neben der Band besitzt Sänger Brian Brannon eine eigene Skateboard-Firma, die JFA Boards by Factory 13" – kurz "JFA-Skateboards". Damit ist JFA die einzige Band, die ein eigenes Skateboard-Unternehmen besitzt. Die Gründungsmitglieder sind Brian Brannon (Gesang), Don Redono (Gitarre), Michael Cornelius (Bass) und Mike "Bam-Bam" Sversvold (Schlagzeug).

## Geschichte
JFA wurde um März 1981 gegründet. Alle Mitglieder kannten sich vom gemeinsamen Skateboarden, welches bis heute den Schwerpunkt der Musik ausmacht. Nach einem Konzert der Band D.O.A. entschlossen sich Brannon, Cornelius, Redono und Sversvold, eigene Musik zu machen. Brannon gab an, dass der Bandname das Gegenstück zu „Attempted assassination of Ronald Regan“ symbolisieren soll. Der erste Auftritt der Band fand während einer Black-Flag-Show statt, wo JFA zur Eröffnung ihre erste Single Pipetruck spielten.
Ende 1981 nahm die Band ihre erste EP Blatant Localism auf. Die EP wurde von Placebo Records aufgenommen, welche die meisten Alben der Bands produzierte.
1983 folgte das erste Album von JFA Valley of the Yakes.
1984 verließ Bassist Michael Cornelius während einer neun-wöchigen Tour die Band. Sein Ersatz wurde Alan Bishop von Sun City Girls. Während der 1980er-Jahre arbeitete die Band mit dem legendären Thrasher Magazine. Im Laufe der darauf folgenden Jahre verließ auch Sversvold die Band. Wann und aus welchen Gründen ist nicht bekannt. Sein Ersatz wurde Carter Blitch. Ebenfalls verließ auch Bishop die Band. In den folgenden Jahren übernahmen verschiedene Musiker den Bass oder das Schlagzeug in der Band. Die aktuelle Besetzung besteht aus Brian Brannon (Gesang), Don Redondo (Gitarre), Corey Stretz (Bass) und Carter Blitch (Schlagzeug).

### JFA-Skateboards
Seit mehreren Jahren besitzt Brannon ein eigenes Skateboard-Unternehmen, welches bis heute nur Decks in der umgangssprachlich „Fishboard“ genannten Form produziert. Diese Form war typisch für Skateboards der 1970er und 1980er Jahre, und ist nicht symmetrisch wie das heutige Skateboard. Die sogenannte „Nose“ (Wölbung an der vorderen Kante des Decks) ist bei diesen Boards nur minimal oder gar nicht vorhanden. Auch das „Kicktail“ (Wölbung an der hinteren Kante) ist bei den Fishboards flacher als bei dem heutigen Decks. Die Grafiken variieren zwischen dem klassischen JFA-Schriftzug und alten Album und Merchandise-Covern. Brian Brannon ist unter anderem bei Santa Cruz Speed-Wheels und Independent-Trucks unter Vertrag.

## Stil
Trotz der über 30-jährigen Musikgeschichte gehört JFA zusammen mit Gang Green und Suicidal Tendencies eher zu den Insidern in der Skate-Szene.
Das erfolgreichste und bekannteste Lied der Band ist Skateboard Anarchy.
Im Gegensatz zu den meisten Punkbands äußerten sich JFA in ihren Songs noch nie über Anti-Rassismus, Gewalt oder Gesellschaftskritik, weshalb sie von politischen Punks und den Linken zum Genre Fun-Punk gezählt werden.

## Diskografie
- 1983: Valley of the Yakes (Placebo Records)
- 1984: JFA (Placebo Records)
- 1988: Nowhere Blossoms (Placebo Records)
- 2002: Concrete Waves (Split-Album mit Blue Collar Special und The Worthless, Disaster Records)
- 2009: To All Our Friends (DC-Jam Records)
- 2012: Speed of Sound (DC-Jam Records)